# Большой Снежеток
Большой Снежеток — село Чаплыгинского района Липецкой области, входит в состав Юсовского сельсовета.

## География
Село расположено в 6 км на восток от центра поселения села Юсово и в 7 км на восток от райцентра города Чаплыгин.

## История
Первые сохранившиеся упоминания о деревне Снежеток Козловского уезда относятся к 1719 году, когда ее население составляли переселившиеся из соседних сел, прежде всего, Дубового, однодворцы и немногочисленные дворовые люди. К моменту проведения второй ревизии в 1744 году Снежеток был уже селом. После губернской реформы Екатерины Второй Снежеток отошел в Раненбургский уезд Рязанской губернии. Церковь в честь Архистратига Божьего Михаила в 1831 г. была возобновлена. В 1853 г. построена была деревянная церковь того же храмонаименования на каменном фундаменте. Одновременно с церковью устроена и колокольня. С конца 19 века село получило наименование Большой Снежеток, чтобы отличать его от расположенного восточнее Малого Снежетка (ныне в границах Тамбовской области).
В XIX — начале XX века село являлось центром Снежетковской волости Раненбургского уезда Рязанской губернии. В 1906 году в селе было 158 дворов.
С 1928 года село являлось центром Больше-Снежетковского сельсовета Раненбургского района Козловского округа Центрально-Чернозёмной области, с 1954 года — в составе Липецкой области, с 1963 года — в составе Юсовского сельсовета Чаплыгинского района.

## Население
| 1859 | 1897 | 1906  | 2010 |
| ---- | ---- | ----- | ---- |
| 1560 | ↘952 | ↗1164 | ↘154 |